# Малая Сестра (приток Ламы)
Малая Се́стра — река в Московской области России, правый приток Ламы.
Берёт начало в 0,5 км к югу от села Петровского городского округа Клин. Далее течёт на запад по территории Волоколамского городского округа. Впадает в Ламу в 48 км от её устья, рядом с деревней Степаньково городского округа Лотошино. Длина реки составляет 47 км, площадь водосборного бассейна — 307 км², по другим данным, длина — 44 км, площадь водосбора — 279 км². Равнинного типа, питание преимущественно снеговое. Замерзает обычно в середине ноября, вскрывается в середине апреля:7—8. Притоки — Сосновица, Ольховка.
В верхнем течении Малая Сестра протекает по вековым сосновым лесам неподалёку от южной границы заповедника «Завидово». У реки проходит туристический маршрут. В среднем течении на реке у деревни Дятлово образован каскад прудов. Вдоль течения реки от истока до устья расположены населённые пункты Петровское, Теренино, Тихомирово, Дятлово, Курбатово, Кузьминское, Степаньково.
По данным Государственного водного реестра России, относится к Верхневолжскому бассейновому округу. Речной бассейн — (Верхняя) Волга до Куйбышевского водохранилища (без бассейна Оки), речной подбассейн — бассейны притоков (Верхней) Волги до Рыбинского водохранилища, водохозяйственный участок — Волга от города Твери до Иваньковского гидроузла (Иваньковское водохранилище).